# 山崎隆之 (指揮者)
山崎 隆之（やまさき たかゆき、1976年9月1日 - ）は、日本の指揮者。イタリア・トリエステ在住。

## 来歴
京都府京都市出身。京都市立京都堀川音楽高等学校音楽科分校を経て沖縄県立芸術大学卒業。2003年 シエナのキジアーナ音楽院に奨学生としてイタリアに渡り、ジャンルイジ・ジェルメッティのもとで指揮法を学び、2007年にエマ・コンテスタービレ特別賞を受賞。同年10月より、ロームミュージックファンデーションの音楽在外研究生としてローマ歌劇場にて研鑽を積む。これまでにファブリツィオ・マリア・カルミナーティ、ウォルフガング・デルナー、大友直人、ジャンルイジ・ジェルメッティ、ファビオ・ルイージの各氏に師事し、アラン・ギルバート、 井上道義の各氏からも指導を受ける。
第2回ヘヘス・ロポス・コボス国際オペラ指揮者コンクール、第1回ブカレスト国際指揮者コンクール、共にセミ・ファイナリスト。第1回アウクスブルク国際指揮者コンクール第4位。2009年のリトル・パリ音楽祭にてルーマニア国立放送交響楽団と共演、ストラヴィンスキー作曲「火の鳥 (ストラヴィンスキー)」を指揮し、ディプロマを授与された。その後、北イタリアに拠点を移し、ノヴァーラ・コッチャ歌劇場、ベルガモ・ドニゼッティ歌劇場、ルッカ・ジーリオ歌劇場、マントヴァ歌劇場等でマエストロ・コッラボラトーレとして多くのオペラ制作に携わる。2012年にはファビオ・ルイージが主宰し、世界各国から100名以上が応募したパシフィック・ミュージック・フェスティバル札幌（PMF）の指揮者部門であるコンダクティング・アカデミーのオーディションで最終選考4名に選抜され、札幌にてPMFオーケストラを指揮した。
2017年3月にトリエステ・ヴェルディ歌劇場にてオペラ『スザンナの秘密』を指揮してデビュー。その後、フリウリ=ヴェネツィア・ジュリア州ツアー公演にてオペラ『ジャンニ・スキッキ』、サン・ジュスト城にての野外コンサート、オペラ『舞台裏騒動』、オペレッタ『チューリップの島』、また南イタリアのビトント野外オペラ・フェスティヴァルにて『イル・トロヴァトーレ』、トスカーナのモンテカティーニ・オペラフェスティヴァルにて『椿姫』等、これまでにイタリアの劇場やフェスティヴァルで90公演以上のオペラやコンサートを指揮している。オペラの他には、フジコ・ヘミングと共演するなど、シンフォニーの分野においても活動の幅を拡げている。2020年より、活動名をイタリアでの愛称であるYuki Yamasakiとして活動を開始。